# نینا کلی
نینا کلی (سوئدی: Nina Kläy؛ متولد ۱۲ سپتامبر ۱۹۸۹) یک تکواندوکار سوئیسی است.
وی در مسابقات قهرمانی تکواندو جهان ۲۰۱۳ در کلاس سبک‌وزن، پس از شکست در نیمه نهایی در برابر کیم هوی-لنگ، مدال برنز گرفت. او پنج بار در مسابقات جهانی تکواندو شرکت کرد (در سالهای ۲۰۰۷، ۲۰۰۹، ۲۰۱۱، ۲۰۱۳ و ۲۰۱۵). موفقیت‌های او در مسابقات تکواندو قهرمانی اروپا عبارت‌اند از: مدال طلا در سال ۲۰۱۴ و مدال برنز در سال ۲۰۰۶.